# Línea Richmond–Millbrae
La línea Richmond–Millbrae (en inglés: Richmond–Millbrae line) es una línea del BART que abastece al  Área de la Bahía de San Francisco y consiste de 23 estaciones.  La línea inicia en Richmond en la estación Richmond a Millbrae en la estación Millbrae Intermodal Terminal durante los días de semana y  Daly City los sábados solamente. La línea pasa por Richmond, El Cerrito, Berkeley, Oakland, San Francisco, Daly City, Colma, South San Francisco, San Bruno y Millbrae. La línea fue inaugurada el  7 de julio de 1980.
Por lo general, las líneas del BART no son conocidas por su color que aparecen en los mapas de las estaciones, por lo que solo en pocas ocasiones, es conocida como Línea Roja. Sin embargo, últimamente oficiales del BART se han referido a ella como línea Roja, pero la línea se le conoce como Richmond–Millbrae.

## Historia
El 1 de enero de 2008, la línea cambió de nombre a línea Richmond–Millbrae.